# Station Limerick Colbert
Station Limerick-Colbert is een spoorwegstation in Limerick in het Ierse graafschap Limerick. Limerick is het eindstation van de Western Railway Corridor, Daarnaast zijn er verbindingen met Dublin en via Limerick Junction met Cork, Tralee en Waterford. Met het vliegveld Shannon is een directe busverbinding.